# Aristida chaetophylla
Aristida chaetophylla är en gräsart som beskrevs av Ernst Gottlieb von Steudel. Aristida chaetophylla ingår i släktet Aristida och familjen gräs.
Artens utbredningsområde är Madagaskar. Inga underarter finns listade i Catalogue of Life.